# Charkowka (obwód wołgogradzki)
Charkowka (ros. Харьковка) – wieś w Rosji, w obwodzie wołgogradzkim, w rejonie staropołtawskim. W 2010 liczyła 1068 mieszkańców.